# Iolanta
Iolanta, Op. 69, (Yolanda) é uma ópera lírica em um acto de Piotr Ilitch Tchaikovski. O libreto foi escrito pelo irmão do compositor, Modest Tchaikovski, é baseado num conto dinamarquês Kong Renés Datter (a filha do rei René) por Henrik Hertz. A peça foi traduzida por Fyodor Miller, e adaptada por Vladimir Zotov. A estreia foi em 18 de dezembro de 1892, em São Petersburgo.
| Papel                     | Voz           | Estreia em São Petersburgo, 18 de dezembro de 1892 (Maestro: Eduard Nápravník) |
| ------------------------- | ------------- | ------------------------------------------------------------------------------ |
| René, Rei de Provença     | baixo         | Konstantin Serebryakov                                                         |
| Robert, Duque da Borgonha | barítono      | Leonid Yakovlev                                                                |
| Count Vaudémont           | tenor         | Nikolay Figner                                                                 |
| Ibn-Hakia                 | barítono      | Arkady Chernov                                                                 |
| Alméric                   | tenor         | Vasily Karelin                                                                 |
| Bertrand                  | baixo         | Yalmar Frei                                                                    |
| Iolanta                   | soprano       | Medea Mei-Figner                                                               |
| Marta                     | contralto     | Mariya Kamenskaya                                                              |
| Brigitta                  | soprano       | Aleksandra Runge                                                               |
| Laura                     | mezzo-soprano | Mariya Dolina                                                                  |
| Coro                      |               |                                                                                |